# Циспаданська республіка
Циспаданська республіка (італ. Repubblica Cispadana, тобто «Республіка по цей бік річки По»), васальна республіка Франції — утворена в 1796 році генералом Бонапартом після перемоги при Лоді; складалася з Модени, Реджіо, Феррари і Болоньї. Була організована за зразком Французької республіки. У 1797 році з'єднана з Транспаданською республікою, від якої її відділяла річка По, в одну Цизальпійську республіку.

## Історія
16 жовтня 1796 року, в Модені був сформований конгрес після втечі герцога Ерколе ІІІ до Венеції від французького наступу. Конгрес представляв провінції Модену, Болонью, Феррару та Реджо-нель-Емілія і всього що знаходиться на південь від річки По. Конгрес неофіційно був організований Наполеоном, чия французька армія пройшла Північною Італією роком раніше, і якому необхідно було врегулювати ситуацію в Італії щоби набрати більше солдатів для наступу проти Австрії. Конгрес проголосив створення Циспаданської Республіки і запросив інше італійське населення вступити в республіку. Була створена громадська охорона сформована з кінних мисливців та артилерії. На сесії 7 січня 1797 року в Реджо-нель-Емілія конгрес ухвалив рішення про створення управління. Прапор, перший триколор Італії, був горизонтальним триколором з червоною (Зверху), білою та зеленою стрічками. В центрі була емблема що складалась з сагайдака, увінчаного військовими трофеями, з чотирма стрілами що символізують провінції що створили республіку, все увінчувалось лавровим вінком.
Відповідно до конституції, управління здійснювала Директорія що базувалась на Французькій Директорії; Це був двох палатний парламент що складався з ради шістдесяти і ради тридцяти, і був поділений за французькою моделлю на департаменти та комуни (муніципалітети).
9 липня 1797 року Циспаданська республіка об'єдналась з Транспаданською республікою і утворили Цизальпійську республіку .